# ناحیه پولو، شهرستان کارول، آرکانزاس
ناحیه پولو، شهرستان کارول، آرکانزاس (به انگلیسی: Polo Township) یک منطقهٔ مسکونی در ایالات متحده آمریکا است که در شهرستان کرول، آرکانزاس واقع شده‌است. ناحیه پولو ۱٬۲۲۴ نفر جمعیت دارد.